# Мартіна Яшке
Мартіна Яшке (нім. Martina Jäschke, 6 травня 1960) — німецька стрибунка у воду.
Олімпійська чемпіонка 1980 року. Срібна медалістка Чемпіонату світу з водних видів спорту 1978 року.